# Étiquette FLAG
L'étiquette FLAG (en anglais FLAG-TAG) est une étiquette utilisée en biologie par les technologies d'ADN recombinant.

## Caractéristiques de l'étiquette
- Sa séquence contient 8 acides aminés et est la suivante : DYKDDDDK[1].
- Sa taille est de 1,01 kDa.

## Utilisation de l'étiquette
L'étiquette FLAG est une étiquette d'affinité qui est utilisée pour la purification de protéines recombinantes de par son interaction avec l'anticorps monoclonal anti-FLAG.